# Hymna Burgos

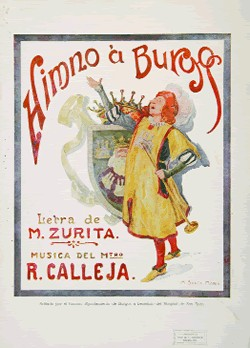
Hymna Burgos

Hymna Burgos je hudební symbol španělské provincie Burgos. Její slova pochází od Marciano Zurita a hudbu složil Rafael Calleja Gómez. Byla zkomponována v roce 1920 a poprvé zazněla roku 1926. Rafael Calleja ji složil z vlastní iniciativy.
Originální partituru od Rafaela Callejy věnovala jeho vdova a její synové Městskému úřadu v Burgosu v roce 1939 a od té doby byla uložena v Sala de Jueces Městského úřadu. V říjnu 2004 byla přesunuta do Městského archivu, kde byla restaurována a je na tomto místě uchována dodnes.

## Text
Cantemos unidos la insigne grandeza
de nuestra Castilla, de nuestro solar,
sus piedras sagradas que son fortaleza,
y escuela y alcázar y trono y altar.

Cantemos a Burgos, tesoro bendito
que España venera con honda emoción,
robusto poema tallado en granito
cual timbre glorioso de nuestro blasón.

Aprendamos todos juntos
a cantar a nuestra tierra,
a leer en su pasado
y a labrar su porvenir,
a ofrendarle los cariños
que ardorosa el alma encierra
y a dejar bien cimentado
su potente resurgir.
Tierra sagrada donde yo nací,
suelo bendito donde moriré,
yo te prometo consagrarme a ti
y dedicarte mis cariños
mis cariños más fervientes,
mis cariños y mi fé.

¡Salve, tierra sagrada de mis amores!
¡Salve, cuna adorada de mis mayores!
¡Salve! ¡Salve! ¡Salve!